# Raťafák Plachta
Raťafák Plachta va ser un dels personatges principals del programa de televisió infantil Slniečko, que els estudis de Bratislava de la televisió txecoslovaca (ČST) va produir entre 1980 i 1994.

## Història
L'autor que va crear Raťafáka va ser Peter Cigáň. El director en la gran majoria dels episodis va ser Peter Gerža.
Raťafáka Plachta és una entitat no especificada. El seu cos s'assembla a un humà, però amb importants anomalies físiques. Amb coll llarg, mandíbula inferior pronunciada i estructura general del cos amb tendència a la hipermobilitat de les articulacions, columna i extremitats. Parla eslovac. Se sap que els titellaires Štefan Kulhánek i especialment Dušan Štauder estaven molt relacionats amb el seu moviment i expressió verbal.
Cal destacar l'episodi titulat Raťafákove narodeniny (L'aniversari de Raťafáka), emès el 5 d'octubre de 1984. En ell, Raťafáka celebra el seu aniversari, i gràcies a això coneixem la data del seu naixement, el 5 d'octubre. No obstant això, l'any de naixement segueix sent desconegut.
Després de 1994, la seva desaparició s'atribueix a la maldestra gestió de la successió directiva de la televisió eslovaca (ČST) de l'època. Raťafáka Plachta torna aparèixer el 2005 a la base de dades de vídeos d'Internet YouTube, on parodia diversos temes socials sota la seva pròpia afirmació: «Vy sa pýtate kto je vo mne?... Ja sa pýtam, kto je vo vás!» (Et preguntes qui hi ha dins meu?... Jo pregunto qui hi ha dins teu!). Aquest retorn va tenir una gran resposta no només entre els mateixos usuaris, sinó també en els mitjans comercials. La paròdia del món de l'espectacle en forma de clip de paròdia i un mini-espot durant les eleccions presidencials d'Eslovàquia de 2009 amb el missatge «Raťafák plachta Váš prezident, naozajstná bábka» (Raťafák Plachta El teu president, un autèntic titella) va guanyar l'atenció i fins i tot l'admiració de molta gent.

## Aparició inesperada
Raťafák Plachta va aparèixer en públic de manera força inesperada el 2016 durant el rodatge del programa Fetiše socializmu (Els fetitxes del socialisme) a la ràdio i televisió pública eslovaca (RTVS).

## Personalitats convidades
Durant la seva actuació a l'espectacle Slniečko, Raťafák Plachta va entrar en contacte amb moltes personalitats:
- Marián Labuda
- Oldo Hlaváček
- Vilo Rozboril
- Miro Noga
- Dušan Tarageľ
- Zora Kolínska
- Stano Dančiak
- Eva Rysová
- Karol Čálik
- Ľubo Belák
- Jaro Filip